# 寺田健人
寺田 健人（てらだ けんと、1992年11月18日 - ）は、日本のフリーアナウンサー。

## 来歴
鳥取県米子市の出身で、鳥取県立米子西高等学校から福岡大学へ進学。大学卒業後の2015年4月に、アナウンサー兼記者としてANNフルネット局の大分朝日放送へ入社した。入社後は、朝日放送（現在の朝日放送テレビ）で実施されたANN加盟局のアナウンサー合同研修へ参加したことをきっかけに、講師を務めていた中邨雄二（同局のスポーツアナウンサー）へ私淑。研修を終えてからも、年に1回は自費で大分から朝日放送（テレビ）の本社（大阪市福島区）へ出向いたうえで、中邨からスポーツ実況の手ほどきを受けていたという。現に、入社1年目の2015年度には、夏の全国高等学校野球選手権大分大会中継『夢・甲子園！2015』における実況で第14回ANNアナウンサー賞・スポーツ実況部門の新人賞を受賞。2017年度には番組部門で新人賞、2018年度にはスポーツ部門で2度目の新人賞を受賞した。
2021年6月30日付で大分朝日放送を退社してからは、フリーアナウンサーとして活動しているが、翌7月には同局の全国高校野球選手権大分大会中継で実況を担当。8月以降は大阪を拠点に、朝日放送ラジオが制作に関与する全国高校野球選手権大会中継や、プロ野球のオリックス・バファローズ主催試合中継へ出演している。プロ野球中継への初出演は、同月18日に『HBCファイターズナイター』（HBCラジオ）で放送されたオリックス対北海道日本ハムファイターズ戦（ほっともっとフィールド神戸）中継（朝日放送ラジオからの技術協力・解説者派遣による自社制作）でのベンチリポートで、以降は『KBCホークスナイター』（KBCラジオ）や『RKBエキサイトホークス』（RKBラジオ）向けの裏送りで制作されるオリックス対福岡ソフトバンクホークス戦（京セラドーム大阪／ほっともっとフィールド神戸開催分）の中継でも主にリポーターを担当。中邨が実況を担当する中継でも、リポーターを随時務めている。
2022年には、朝日放送のグループ会社であるベスティに所属したうえで、高校野球・プロ野球ともラジオ中継で実況デビュー。朝日放送ラジオにおける『ABCフレッシュアップベースボール』の本番カードでも、同年9月22日のオリックス対千葉ロッテマリーンズ戦（京セラドーム大阪）中継から実況を担当。さらに、野球中継以外に（スカイAを含む）朝日放送グループで制作するスポーツ関連番組にも、リポーターやナレーターとして携わっている。

## 人物
学生時代に打ち込んでいたスポーツは野球で、小学2年時から15年間続けていた。ポジションは投手や内野手で、福岡大学への在学中には硬式野球部へ所属。同部での1学年先輩に、梅野隆太郎や信樂晃史がいる。
野球以外の趣味・特技としてバドミントン、映画鑑賞、サイクリングも挙げている。

## 担当番組

### 大分朝日放送時代
- 夢・甲子園!（全国高等学校野球選手権大分大会中継） - 入社1年目から実況を担当[2][3]。前述したように、OABを退社した2021年にも、フリーアナウンサーとして実況に携わっていた。
- 5スタ[1]
- OABニュース[1]
- れじゃぐる[1]
- シリタカ!（九州朝日放送） - 中継リポーター
- じもっと!OITA[注 4]

### フリーアナウンサーへの転向後
- 全国高等学校野球選手権大会中継（朝日放送ラジオ制作分には2022年・朝日放送テレビ制作分には2023年から出演）
  - OABからの退社直後（2021年8月）に開催された第103回大会では、活躍選手へのインタビュアーで出演。2022年からは、ラジオ中継の実況も担当している。
  - テレビ中継でも、2023年の第105回記念大会から「ベスティ所属のフリーアナウンサー」として実況を開始。2024年の第106回大会開幕前週には、朝日放送テレビに所属しないアナウンサーから初めて、全国高等学校女子硬式野球選手権大会決勝（阪神甲子園球場）のテレビ中継で実況を任された。
- 朝日放送（ABC）ラジオが制作するプロ野球中継（実況・リポーター）
  - 京セラドーム大阪やほっともっとフィールド神戸を使用するオリックスバファローズの主催公式戦で、ビジター地元局への裏送り向けに制作する中継を中心に出演。2021年内は裏送り向け中継でのベンチリポートに専念していたが、2022年以降は、（ABCが自社向けの予備待機扱いで制作する中継を含めて）実況を随時担当している。
  - 阪神タイガースの公式戦中継には、テレビ・ラジオとも2022年まで出演していなかった。ただし、朝日放送テレビに（嘱託契約を含めて）在籍していないアナウンサーとしては初めて、同年から『ABCフレッシュアップベースボール』（朝日放送ラジオが自社で放送するプロ野球中継）の公式サイトやポスターに「実況アナウンサー」として掲載。実際には、2023年8月22日の対中日ドラゴンズ戦（京セラドーム大阪）中継（CBCラジオとの2局ネットで放送）から実況を始めている。
- 猛虎キャンプリポート（スカイ・A）
  - 2022年2月20日の阪神対中日戦（練習試合）で、阪神戦の実況を初めて担当。
- ラジオで虎バン!（朝日放送ラジオのナイターオフ期間限定番組）
  - 2021年度まで朝日放送テレビのスポーツアナウンサーで占められていた「虎バンアナウンサー」（阪神関連の取材や最新情報の紹介を日替わりで担当するアナウンサー陣）に、2022年度から名を連ねている。
- スーパーベースボール　虎バン主義（朝日放送テレビの阪神戦中継）・サンテレビボックス席
  - 2023年8月23日の阪神対中日戦（京セラドーム大阪）中継（朝日放送テレビからサンテレビへのリレー中継）で、ベンチリポートとヒーローインタビューを初めて担当。2024年のオープン戦からは、一部のカードで実況を任されている。
- スーパーベースボール（BS朝日）
  - 2024年9月4日の阪神対中日戦（甲子園球場）中継で実況を担当。同局でのプロ野球の実況は初めてだった。
- 阪神タイガース実況CDマガジンpresents　虎バン情報局（パーソナリティ）
  - 『ABCフレッシュアップベースボール』が企画監修・協力扱いで製作に携わっている『阪神タイガース実況CDマガジン』（アシェット・コレクションズ・ジャパンが2024年4月から隔週に1冊のペースで刊行している分冊百科）とのコラボレーション番組で、同月から3ヶ月限定で放送。大分朝日放送時代を含めてもラジオでの単独初レギュラー番組に当たるが、放送上は「アナウンサーの寺田健人」と名乗っていた。

以下は朝日放送テレビが関西ローカル向けに制作しているスポーツ情報番組で、いずれもナレーションを担当。
- ぺこぱのまるスポ
- Jフットニスタ（2023年シーズンまで担当）